# چارلز گریفیتس (بازیکن فوتبال)
چارلز گریفیتس (انگلیسی: Charles Griffiths; تاریخ ورودی نامعتبر است – ۱۵ مه ۱۹۳۶) بازیکن فوتبال اهل فرانسه بود.
از باشگاه‌هایی که در آن بازی کرده‌است می‌توان به باشگاه فوتبال لینکولن سیتی، باشگاه فوتبال لوتون تاون، باشگاه فوتبال پرستون نورث اند، و باشگاه فوتبال بارو اشاره کرد.